# Totalán
Totalán is een gemeente in de Spaanse provincie Málaga in de regio Andalusië met een oppervlakte van 9,21 km². Totalán telt 707 inwoners (1 januari 2016).

## Demografische ontwikkeling
Bron: INE, 1857-2011: volkstellingen